# Dushanbe Grand Slam
Il Dushanbe Grand Slam, la prima edizione del 2023 classificato come Gran Prix, è un torneo internazionale di judo che si tiene annualmente a Dušanbe, in Tajikistan.
Il torneo è parte del circuito IJF World Tour e conta ad oggi 2 edizioni.

## Edizioni
Di seguito la tabella delle edizioni del meeting.
| Edizione | Anno | Data         | Circuito            | Dettagli                 | Rif.  |
| -------- | ---- | ------------ | ------------------- | ------------------------ | ----- |
| 1°       | 2023 | 02-04 giugno | IJF World Tour 2023 | Dushanbe Grand Prix 2023 | [ 1 ] |
| 2°       | 2024 | 03-05 maggio | IJF World Tour 2024 | Dushanbe Grand Slam 2024 | [ 2 ] |
| 3°       | 2025 | 02-04 maggio | IJF World Tour 2025 | Dushanbe Grand Slam 2025 | [ 3 ] |